# Henry Grosjean
Henry Grosjean, né le 2 juillet 1864 à Gondrecourt-le-Château et mort le 19 novembre 1948 à Coligny, est un artiste peintre français.

## Biographie
Marie Gustave Henry Grosjean est le fils de Claude Émile Grosjean, maître de forges, et de Marie Martin dit Neuville. 
Élève de Gustave Boulanger, Jules Lefebvre et Tony Robert-Fleury, il expose au Salon à partir de 1894.
Troisième médaille en 1899, il obtient une seconde médaille en 1902, date à laquelle il devient hors concours.
La même année, il épouse à Paris Cécile Chochod, dont le grand-père Claudius Lavergne est peintre.
En 1908, il décore avec Ernest Marché et Georges Jules Moteley, deux groupes scolaires du 8e arrondissement de Paris de paysages des provinces françaises. 
Il devient Officier d'Académie en 1909, puis il est décoré de la Légion d'honneur en 1911.
En 1912, la Galerie Haussmann lui consacre une exposition.
En 1938, il devient président des Paysagistes Français, après avoir été distingué par une médaille d'or de la Société des Artistes français.
Au Salon de 1939, il est président du jury.
Il meurt le 19 novembre 1948 à l'âge de 84 ans et repose à Coligny.

## Distinctions
- Prix Raigecourt-Goyon (1899).
- Chevalier de la Légion d'honneur (1911)[8].
- Prix Bonnat (1934).